# Deilephila pallida
Deilephila pallida är en fjärilsart som beskrevs av Tutt 1904. Deilephila pallida ingår i släktet Deilephila och familjen svärmare. Inga underarter finns listade i Catalogue of Life.